# Samia Moualfi
Samia Moualfi, née le 26 mai 1972 en Algérie, est une femme politique algérienne.

## Carrière
Titulaire d'un doctorat en droit, elle est avocate agréée auprès de la Cour suprême et du Conseil d'État. Elle a siégé à l'Assemblée populaire nationale de 2002 à 2007. Elle est élue une nouvelle fois députée à la suite des élections législatives algériennes de 2021 avant d'être nommée ministre de l'Environnement en juillet 2021.
Elle est nommée ministre de l'Environnement et des Énergies renouvelables à la suite du remaniement ministériel du 8 septembre 2022.